# Ипче Ахмедовски
Ејуп Ахмедовски Ипче (Лажани, Прилеп, СФРЈ, 6. јануар 1966 — Шопић, СР Југославија, 30. јул 1994) био је српски певач, рођен у Македонији.

## Биографија
Ипче Ахмедовски је млађи брат познатог певача Јашара Ахмедовског. У раној младости долази у Београд где започиње певачку каријеру. Први албум „Била си девојчица година мојих“ је снимио са композитором Радетом Вучковићем и оркестром Томице Миљића, а следећих пар плоча је снимио у сарадњи са познатим српским композитором Новицом Урошевићем где стиче велику популарност поготово међу млађом генерацијом широм бивше Југославије. Био је познат по надимку Мали Рамбо.
Ипчетова каријера је прекинута прераном смрћу у саобраћајној несрећи на Ибарској магистрали у селу Шопић код Лазаревца, када је ударио у камион. Погинуо је у ноћи између 29. и 30. јула 1994. године.
Сахрањен је у родном селу Лажани код Прилепа у Македонији.
Њему је Јашар посветио песме „Тамо си ти“, „Спавај, спавај ти“ и „Небо тајну крије“.

## Фестивали
- 1990. Посело године 202 - Чинио сам чуда (Цар) / Сад смо један један / 'Да ти гужвам постељу
- 1992. Посело године 202 - Ноћна мора / Луда девојка
- 1992. МЕСАМ - Не љуби скитницу
- 1993. Посело године 202 - Очи црне, очи плаве

## Дискографија
- Била си девојчица година мојих (1986)
- Чинио сам чуда (1990)
- Луда девојка (1992)
- Циганске душе (1993)